# История Нинся
Земли, на которых располагается современный Нинся-Хуэйский автономный район, имеют древнюю и богатую историю.

## Период первых централизованных империй
В начале III века до н.э. эти земли вошли в состав китайского царства Цинь, и здесь начали организовываться первые уезды. После того, как царство Цинь завоевало все прочие царства и создало первую в истории Китая централизованную империю, эти земли вошли в состав округа Бэйди (北地郡). При империи Западная Хань часть этих земель вошла в состав нового округа Аньдин (安定郡). Начиная с конца эпохи Хань эти земли надолго попали под власть кочевников.

## Царство Вэй, империя Цзинь, период Южных и Северных династий
- Китайские земли в 376 году
- Китайские земли в 406 году
- Китайские земли в 416 году
- Китайские земли в 423 году
- Китайские земли в 436 году

Во второй половине IV века эти места вошли в состав государства Ранняя Цинь, объединившего почти весь северный Китай, а затем — в состав государства Поздняя Цинь. В 407 году Хэлянь Бобо создал здесь государство Великое Ся. Впоследствии эту территорию захватили войска Северной Вэй, разгромившей Великое Ся. При государстве Северная Чжоу эти земли вошли в состав округа Хуайюань (怀远郡), а в 526 году была создана область Линчжоу (灵州).
- Северный Китай под властью империи Северная Вэй
- Северная Вэй раскололась на Западную Вэй и Восточную Вэй
- Западная Вэй стала Северной Чжоу, Восточная - Северной Ци

## Империи Суй и Тан
Во времена империи Суй в 607 году область Линчжоу была переименована в округ Линъу (灵武郡). После смены империи Суй на империю Тан округ Линъу был в 618 году вновь переименован в область Линчжоу.
Во время мятежа Ань Лушаня бежавший в эти места наследник престола Ли Хэн в 756 году провозгласил себя императором, и повёл отсюда войска на освобождение столицы Чанъаня.

## Тангутское государство
В конце эпохи Тан тангутский вождь Тоба Сыми за помощь в подавлении восстания Хуан Чао получил в 886 году звание цзедуши Диннаньского военного округа (定难军). Он сумел остаться в стороне от бурных событий эпохи Пяти династий и 10 царств, и после объединения страны империей Сун очередной наследный цзедуши Ли Цзипэн в 982 году признал главенство новой империи, но его младший брат Ли Цзицянь захватил контроль над областью Иньчжоу, и то признавал власть Сун, то восставал против неё. В 1020 году сын Ли Цзицяня Ли Дэмин перенёс свою столицу из Линчжоу в посёлок Хуайюань. В 1038 году внук Ли Цзицяня Ли Юаньхао провозгласил себя императором государства Си Ся.

## Сун, Ляо, Цзинь и Юань
В 1205-1227 годах Си Ся было завоёвано монголами. После создания Хубилаем империи Юань страна была разделена на регионы-лу. В этих местах был создан регион Чжунсин (中兴路), затем переименованный в Нинсяфу (宁夏府路).

## Империи Мин и Цин
При сменившей монгольскую империю Юань китайской империи Мин в этих краях была создана Нинсяская управа (宁夏府) провинции Ганьсу. В 1372 году из-за угрозы монгольского нападения управа была расформирована, а население переселено внутрь страны, и эти земли опустели. В 1376 году был учреждён Нинсяский караул (宁夏卫). При маньчжурской империи Цин в 1724 году Нинсяский караул был опять преобразован в Нинсяскую управу. В 1731 году эти места сильно пострадали от мощного землетрясения, магнитуда которого составила 8,0 единиц.

## Новейшая история
После Синьхайской революции в Китае была проведена реформа структуры административного деления,  в ходе которой в 1913 году были упразднены управы и области, между уездным и провинциальным уровнем остались только регионы-дао. Был создан регион Нинся (宁夏道) провинции Ганьсу, но затем, чтобы его название не путалось с названием уезда Нинся, регион был переименован в Шофан (朔方道) по названию когда-то существовавшей здесь административной единицы; в подчинении региона находилось 8 уездов.
После того, как в результате Северного похода было свергнуто Бэйянское правительство, и в Китае установилось правление партии Гоминьдан, была проведена новая административная реформа, и регионы были ликвидированы. В 1928 году гоминьдановское правительство объявило о создании четырёх новых провинций, в том числе провинции Нинся. В 1932 году губернатором Нинся стал хуэйский генерал Ма Хункуй, ярый антикоммунист, установивший в провинции жестокую феодальную диктатуру.
В августе-сентябре 1949 года на территории Северо-Западного Китая развернулись решающие бои между войсками 1-й полевой армии НОАК под командованием Пэн Дэхуая и северо-западными милитаристами, в ходе которых гоминьдановские войска потерпели полное поражение. 24 сентября 1949 года части 19-го корпуса (командир — Ян Дэчжи) 1-й полевой армии без боя вступили в Иньчуань. С этой победой коммунистов закончились как власть гоминьдана над провинцией, так и правление Ма Хункуя.
В 1954 году провинция Нинся была расформирована, и эти земли вошли в состав провинции Ганьсу (затем значительная часть земель бывшей провинции была включена в состав Автономного района Внутренняя Монголия).
25 октября 1958 года было провозглашено создание административной единицы провинциального уровня — Нинся-Хуэйского автономного района, административным центром которого стал Иньчуань.